# 기전력
기전력(起電力, 영어: electromotive force, electromotance, 약어: emf)은 역학적 에너지(또는 화학변화에 의한 에너지)에 의해서 '전류의 구동력', 또는 '전류를 발생시키는 어떤 전위의 차(전압)'를 만들어내는 것 같은 전원(電源)의 작용을 말한다. 주로, 전문서적이나 원서의 경우 대문자가 아닌 소문자 영문약어인 emf로 표기하는 경우가 많다. 외부에 전류가 흐르지 않을 때는 이 전위차에 의한 전기장(電氣場)이 전원의 기능을 멈춘다. 이 때의 전위차가 기전력이다. 외부로 전류를 흘려 보내면 전기장이 약화되고 전원이 작용을 함으로써 일정한 전위차가 유지된다.
즉, 도체 양끝에서 일정한 전위차를 계속 유지시킬 수 있는 능력을 기전력이라 한다.

## 정의
개회로인 기전력 출력원 안에서 전하의 분리에 의해 생기는 보존적인 전기장은 정확히 기전력에 의해 생기는 힘을 상쇄한다. 따라서, 기전력은 전하의 분리에 의해 생기는 보존적인 전기장을 개회로 A에서 B까지 적분한 값과 반대의 부호를 가지고 있다. 이를 수학적으로 표현하면 다음과 같다.
{\displaystyle {\displaystyle {\mathcal {E}}=-\int _{A}^{B}{\boldsymbol {E}}_{\mathrm {cs} }\cdot \mathrm {d} {\boldsymbol {\ell }}\ ,}}
이때 Ecs는 전하의 분리 의해 생기는 보존적인 전기장이며, dℓ 은 A에서 B로 가는 경로의 미소성분이고, '⋅'는 벡터 내적을 뜻한다.
폐경로 주변의 자기장이 변하는 경우, 전기장에 대한 폐경로 적분이 값을 가질 수 있다. 이에 대한 보편적인 응용 중 하나로 회로 주변의 자석이 움직여서 생기는 "유도 기전력"이 있다. 정적인 폐경로 C에서 생긴 유도 기전력은 다음과 같다.
{\displaystyle {\displaystyle {\mathcal {E}}=\oint _{C}{\boldsymbol {E}}\cdot \mathrm {d} {\boldsymbol {\ell }}\ ,}}
이때 E는 전기장이며, 정적인 임의의 적분 폐경로 C 위에는 변하는 자기장이 있다. 정전기장은 보존장이기 때문에 정전기장에 의한 성분은 전체 기전력에 영향을 주지 못한다. 이는 폐경로에서 정전기장에 의해 이루어진 총 일이 0이라는 키르히호프의 전압 법칙과도 연결된다.
이 정의는 동적인 폐경로 C에 대해 일반화할 수 있다.
{\displaystyle {\displaystyle {\mathcal {E}}=\oint _{C}\left[{\boldsymbol {E}}+{\boldsymbol {v}}\times {\boldsymbol {B}}\right]\cdot \mathrm {d} {\boldsymbol {\ell }}\ }}
이때 v는 폐경로에서 각 미소성분의 속도다.

## 같이 보기
- 전압 (voltage)